# Liste des séismes les plus meurtriers des années 2020
Cet article contient une liste des séismes les plus meurtriers des années 2020 par année.
Cet liste comprend les séismes ayant fait au moins 10 victimes.

## 2020

### Nombre de séismes par magnitude (4 ou plus)
| Magnitude | Nombre |
| --------- | ------ |
| 8.0-9.9   | 0      |
| 7.0-7.9   | 9      |
| 6.0-6.9   | 112    |
| 5.0-5.9   | 1 315  |
| 4.0-4.9   | 12 216 |
| Total     | 13 654 |

### Séismes ayants fait au moins 10 morts
- 24 janvier :  Turquie : Un séisme d'une magnitude de 6,7 frappe les régions de Elâzığ et Malatya à 20h55 heure locale, le bilan fait état de 41 morts et plus de 1 600 blessés[1].
- 23 février :  Iran et  Turquie : Un séisme de magnitude 5,8 frappe la ville de Khoy dans la province de l'Azerbaïdjan occidental, le bilan fait état d'au moins 10 morts et 141 blessés[2].
- 23 juin :  Mexique : Un séisme d'une magnitude de 7,4 frappe la région de Oaxaca à 10h29 heure locale, le bilan fait état de 10 morts et 23 blessés[3].
- 30 octobre :  Grèce et  Turquie : Un séisme d'une magnitude de 7 frappe la région de Samos en Mer Égée, qui est ressenti jusqu'à Istanbul et Ankara à 11h51 heure locale, un mini tsunami dû au séisme a ensuite balayé l'île, le bilan fait état de plus de 119 morts et 1 053 blessés[4].

## 2021

### Nombre de séismes par magnitude (4 ou plus)
| Magnitude | Nombre |
| --------- | ------ |
| 8.0-9.9   | 3      |
| 7.0-7.9   | 16     |
| 6.0-6.9   | 141    |
| 5.0-5.9   | 2 046  |
| 4.0-4.9   | 14 658 |
| Total     | 16 864 |

### Séismes ayants fait au moins 10 morts
- 15 janvier :  Indonésie : Un séisme de magnitude 6,2 survient dans la régence de Majene (en), dans la province de Sulawesi occidental, sur l'île de Célèbes le bilan fait état d'au moins 105 personnes mortes, 6 489 personnes blessées et 3 disparus[5].
- 10 avril :  Indonésie : Un séisme de magnitude 6, frappe l'est de l'île de Java et fait au moins 10 morts et 104 blessés[6].
- 22 mai :  Chine : Un séisme de magnitude 7,3 frappe la province de Qinghai, le bilan fait état d'au moins 20 morts, 300 blessés et 13 disparus[7].
- 14 août :  Haïti : Un séisme de magnitude 7,1 suivi de plusieurs répliques frappe l'ouest du pays à 8h30 heure locale, à 150 km de la capitale Port-au-Prince, dans la péninsule de Tiburon, le bilan du séisme fait état de 2 250 morts, 12 815 blessés et 329 disparus[8].
- 7 septembre :  Mexique : Un séisme de magnitude 7, frappe l'état de Guerrero et fait au moins 13 morts et plus de 23 blessés[9].
- 7 octobre :  Pakistan : Un séisme de magnitude 5,7 frappe le sud du pays tôt le matin, proche de la ville d'Harnai, le bilan fait état d'au moins 42 morts et plus de 300 blessés[10].
- 28 novembre :  Pérou : Un séisme de magnitude 7,5 frappe le département de Loreto et faut au moins 12 morts, 136 blessés et 1 disparu[11].

## 2022

### Nombre de séismes par magnitude (4 ou plus)
| Magnitude | Nombre |
| --------- | ------ |
| 8.0-9.9   | 0      |
| 7.0-7.9   | 11     |
| 6.0-6.9   | 117    |
| 5.0-5.9   | 1 603  |
| 4.0-4.9   | 13 707 |
| Total     | 15 438 |

### Séismes ayants fait au moins 10 morts
- 17 janvier :  Afghanistan : Un séisme de magnitude 5,3 frappe la province de Badghis, le bilan fait état d'au moins 30 morts et 49 blessés[12].
- 25 février :  Indonésie : à Sumatra, un fort séisme de magnitude 6,2 fait au moins 27 morts et 457 blessés[13],[14].
- 22 juin :  Afghanistan et  Pakistan : Un séisme de magnitude 5,9 suivi de nombreuses répliques frappe la province de Paktiya, près de la frontière avec le Pakistan, le bilan fait état d'au moins 1 163 morts et près de 3 000 blessés dans les deux pays[15].
- 27 juillet :  Philippines : Un séisme de magnitude 7 frappe la région de la Cordillère, sur l'île de Luçon, le bilan fait état d'au moins 11 morts et 754 blessés[16].
- 5 septembre :  Chine : Un séisme de magnitude 6,6 suivis de nombreuses répliques, frappe la région montagneuse au sud-ouest, à 200 km de la ville de Chengdu fait au moins 93 morts, 424 blessés et 24 disparus[17].
- 5 septembre :  Afghanistan : Un séisme de magnitude 5,3 frappe la province de Kounar, près de la ville de Jalalabad et fait au moins 18 morts et 42 blessés[18].
- 11 septembre :  Papouasie-Nouvelle-Guinée : Un séisme de magnitude 7,6, dans la province de Morobe fait au moins 21 morts et 42 blessés[19].
- 21 novembre :  Indonésie : Un séisme de magnitude 5,6, dans la province de Java occidental près de la ville de Cianjur, fait au moins 635 morts, 7 729 blessés et 5 disparus[20].

## 2023

### Nombre de séismes par magnitude (4 ou plus)
| Magnitude | Nombre |
| --------- | ------ |
| 8.0-9.9   | 0      |
| 7.0-7.9   | 19     |
| 6.0-6.9   | 128    |
| 5.0-5.9   | 1 637  |
| 4.0-4.9   | 13 816 |
| Total     | 15 600 |

### Séismes ayants fait au moins 10 morts
- 6 février :  Turquie et  Syrie : Un puissant séisme de magnitude 7,8 ainsi qu'une important réplique de magnitude équivalente, frappent les villes de Kahramanmaraş, Gaziantep et ses alentours, à 4h17 heure locale, le bilan fait état d'entre 59 488 et 62 013 morts, plus de 121 704 blessés et 140 disparus[21].
- 18 mars :  Équateur et  Pérou : à la frontière entre les deux pays, un séisme de magnitude 6,8 frappe le canton de Balao et la ville de Cuenca, le bilan fait état d'au moins 18 morts et 495 blessés[22].
- 21 mars :  Afghanistan : Un séisme de magnitude 6,5 survient près de la ville de la ville de Jurm dans le nord du pays, non loin de la frontière avec le Tadjikistan, le bilan fait état d'au moins 21 morts et 424 blessés en Afghanistan, en Inde et au Pakistan[23].
- 8 septembre :  Maroc : Un fort séisme de magnitude 6,8 frappe la région de Marrakech-Safi, l'épicentre se situant dans la commune d'Ighil, province d'Al Haouz, à 23h11 heure locale, le bilan fait état d'au moins 2 960 morts et 5 674 blessés[24].
- 7, 11 et 15 octobre :  Afghanistan : Plusieurs séismes de magnitude 6,3 frappent la province d'Hérat, dans l'ouest du pays, le bilan fait état de 1 489 morts et plus de 2 444 blessés[25].
- 3 novembre :  Népal : Un séisme de magnitude 5,6 secoue le nord-ouest du pays dans la province de Karnali, le bilan fait état d'au moins 153 morts et 375 blessés[26].
- 17 novembre :  Philippines : Un séisme de magnitude 6,7 frappe l'île de Mindanao dans la province de Sarangani dans le sud du pays, le bilan fait état de 11 morts et 730 blessés[27].
- 18 décembre :  Chine : Un séisme de magnitude 5,9 frappe le comté de Jishishan dans la province de Gansu dans le nord-est du pays, le bilan fait état de 151 morts et 982 blessés[28].

## 2024

### Nombre de séismes par magnitude (4 ou plus)
| Magnitude | Nombre |
| --------- | ------ |
| 8.0-9.9   | 0      |
| 7.0-7.9   | 10     |
| 6.0-6.9   | 89     |
| 5.0-5.9   | 1 411  |
| 4.0-4.9   | 12 603 |
| Total     | 14 113 |

### Séismes ayants fait au moins 10 morts
- 1er janvier :  Japon : Un séisme de magnitude 7,5 suivi de plusieurs dizaines de répliques et d'un mini-tsunami, frappe le nord-est de Suzu dans la péninsule de Noto, le bilan fait état d'au moins 570 morts, 1 394 blessés et 2 disparus[29].
- 2 avril :  Taïwan : Un séisme de magnitude 7,4 suivi de plusieurs dizaines de répliques frappe la municipalité de Hualien, le bilan fait état d'au moins 19 morts, 1 147 blessés et 1 disparu[30].
- 17 décembre :  Vanuatu : Un séisme de magnitude 7,3 frappe l'océan Pacifique à l'ouest de l'île d'Éfaté et à moins de 30 kilomètres de la capitale Port-Vila, le bilan fait état d'au moins 14 morts, plus de 265 blessés et de nombreux disparus[31].

## 2025

### Nombre de séismes par magnitude (4 ou plus)
| Magnitude | Nombre |
| --------- | ------ |
| 8.0-9.9   | 1      |
| 7.0-7.9   | 8      |
| 6.0-6.9   | 84     |
| 5.0-5.9   | 1 238  |
| 4.0-4.9   | 9 051  |
| Total     | 10 382 |

### Séismes ayants fait au moins 10 morts
- 7 janvier :  Chine : Un séisme de magnitude 7,1 frappe le xian de Tingri au sud-ouest du pays et de Lhassa capitale du Tibet, le bilan fait état d'au moins 126 morts et 351 blessés[32].
- 28 mars :  Birmanie et  Thaïlande : Un séisme de magnitude 7,7 suivi de nombreuses répliques frappent la ville de Sagaing en Birmanie au sud-ouest de Mandalay, la deuxième ville du pays. La secousse est ressentie en Thaïlande mais également en Chine. Le bilan provisoire fait état d'au moins 3 800 morts, 5 000 blessés et 206 disparus[33].